# ラグビー大韓民国代表
ラグビー大韓民国代表（ラグビーだいかんみんこくだいひょう）は、大韓ラグビー協会によるラグビーユニオンのナショナルチームである。

## 概要
最初のテストマッチは1969年3月16日の日本代表戦。
2002年のアジアラグビーフットボール大会で優勝し、アジア競技大会では2002年までの2回で15人制・7人制とも金メダルを獲得した。
なお、ラグビーワールドカップへの出場経験は無い。

## ワールドカップの成績
- 1987年 - 不参加
- 1991年 - 予選敗退
- 1995年 - 予選敗退
- 1999年 - 予選敗退
- 2003年 - 予選敗退
- 2007年 - 予選敗退
- 2011年 - 予選敗退
- 2015年 - 予選敗退
- 2019年 - 予選敗退
- 2023年 - 予選敗退
- 2027年 - 予選敗退

## 主な選手
- ホ・ウン
- パク・ソング
- キム・ヨンナム
- ユ・ヨンナム
- ヤン・ヨンフン
- アン・スンヒョック
- シン・ドンウォン
- チェガル・ビン
- チャン・ソクファン
- キム・ホボム
- チャン・ソンミン
- イ・ジンソク
- イ・ミュンジョン
- ソン・ヨンキ
- キム・ソング
- ナ・グァンヨン
- ヤン・デヨン
- キム・サンジン